# Arcidiocesi di Pechino

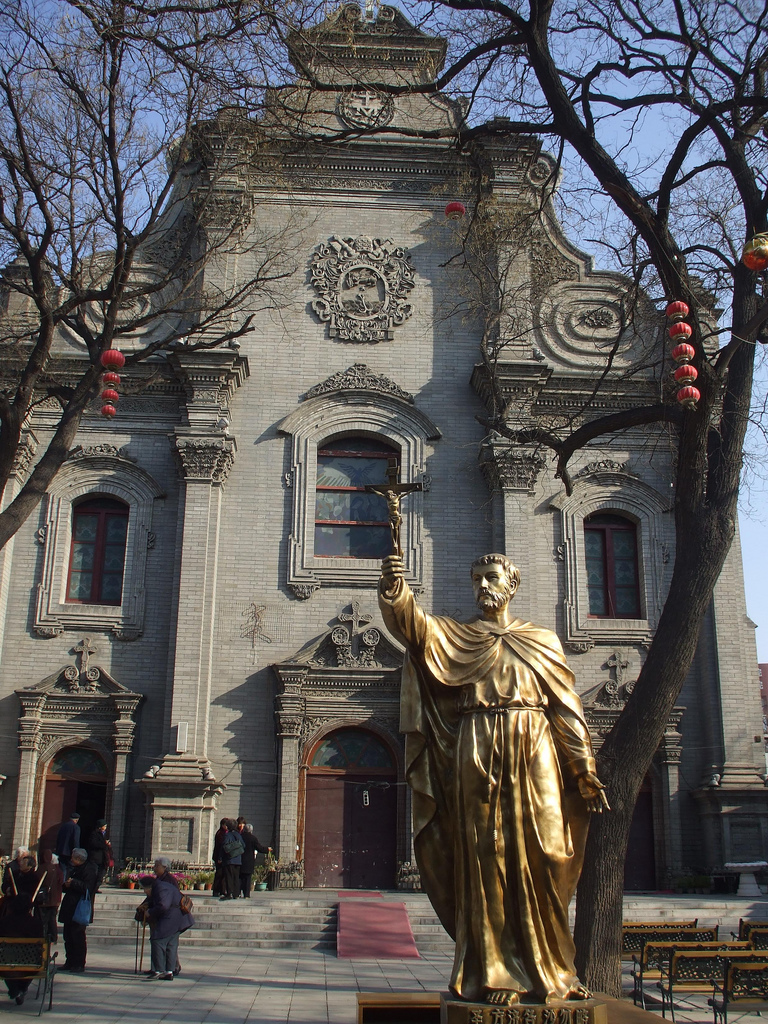
La prima chiesa cattolica di Pechino, costruita nel 1601 e nota con il nome di Nantang, dedicata all'Immacolata Concezione. In primo piano la statua di Matteo Ricci.

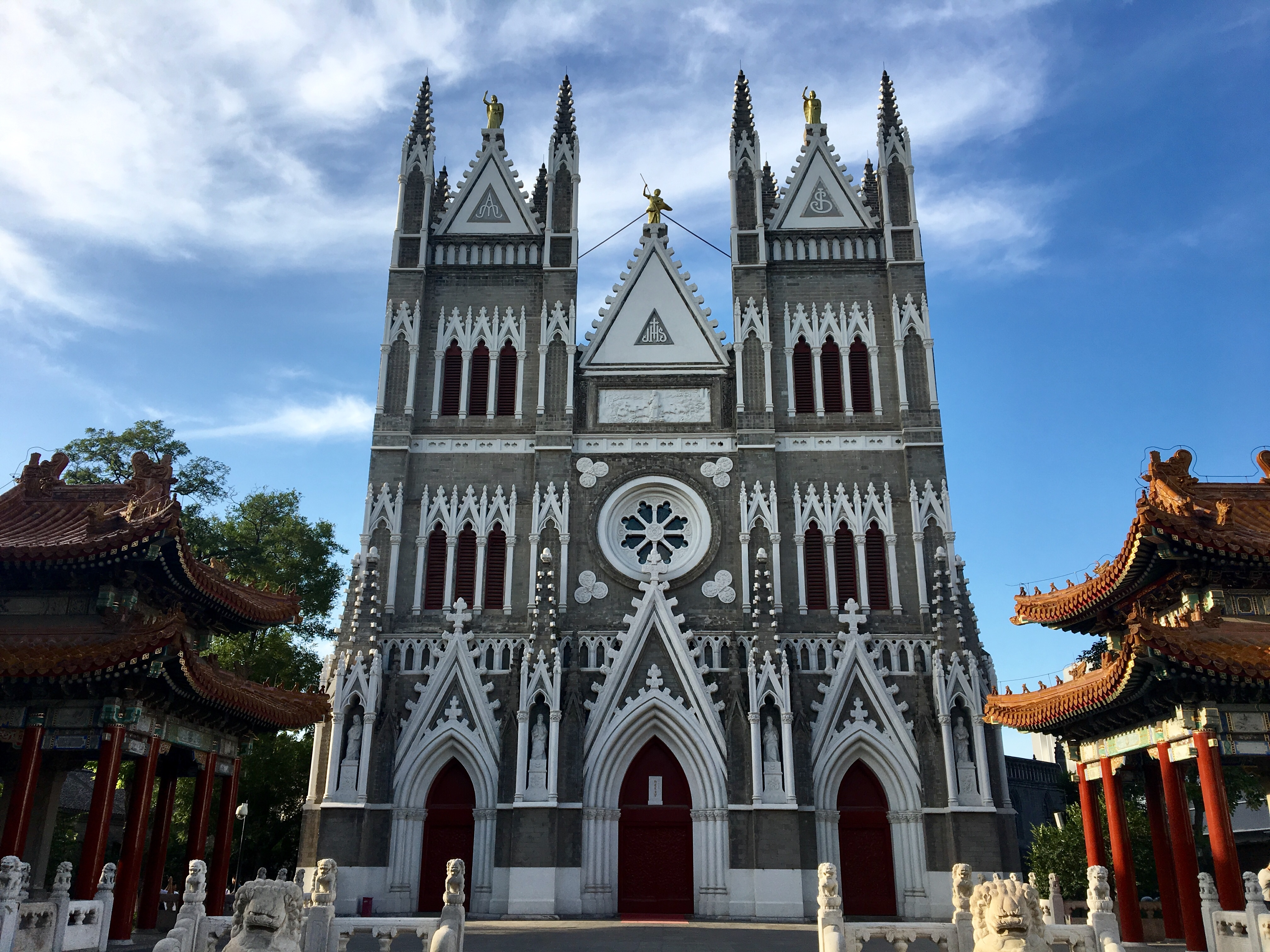
L'antica cattedrale del Salvatore a Pechino, nota anche come Pé-Tang o Beitang.

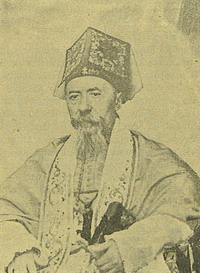
Mons. Joseph-Martial Mouly, primo vicario apostolico di Pechino (1856-1868).

L'arcidiocesi di Pechino (in latino: Archidioecesis Pechimensis) è una sede metropolitana della Chiesa cattolica in Cina. Nel 1949 contava 215.915 battezzati. È retta dall'arcivescovo Joseph Li Shan.

## Territorio
L'arcidiocesi comprende la città di Pechino, municipalità con status di provincia, dove si trovano la cattedrale dell'Immacolata Concezione e l'antica cattedrale del Salvatore.

### Provincia ecclesiastica
La provincia ecclesiastica di Pechino, istituita nel 1946, comprende le seguenti suffraganee:
- diocesi di Anguo,
- diocesi di Baoding,
- diocesi di Chengde,
- diocesi di Daming,
- diocesi di Jingxian,
- diocesi di Tianjin,
- diocesi di Xianxian,
- diocesi di Xingtai,
- diocesi di Xuanhua,
- diocesi di Yongnian,
- diocesi di Yongping,
- diocesi di Zhaoxian,
- diocesi di Zhengding.

## Storia

### La diocesi medievale
La prima presenza cattolica in Cina risale al tempo del dominio mongolo nel Paese, nel XIII secolo. Sotto la dinastia Yuan, e durante il pontificato di Clemente V, nel 1307, fu eretta l'arcidiocesi metropolitana di Khān Bālīq, nome con cui era conosciuta in quell'epoca la città di Pechino: in essa esercitò il proprio ministero per 20 anni il francescano Giovanni da Montecorvino, ritenuto il fondatore del cristianesimo cinese. Nel 1313 fu eretta una seconda sede episcopale cinese, la diocesi di Zayton.
Secondo il Provinciale pubblicato da Konrad Eubel nella sua Hierarchia catholica e datato al XIV secolo, della provincia ecclesiastica di Khān Bālīq facevano parte 6 suffraganee: Zayton, Caffa, Saraj (poi sede metropolitana), Tana, Montis Caspiorum seu Cumuchensis e Almalik.
Con la fine del dominio mongolo e l'inizio della dinastia Ming (1368) si iniziarono una serie di persecuzioni contro i cristiani, che posero fine a questo primo tentativo di evangelizzare la Cina.

### La diocesi dipendente dal Padroado portoghese
Nella seconda metà del XVI secolo ripresero le missioni cattoliche in Cina e nel 1576 fu eretta una nuova diocesi nella colonia portoghese di Macao.
I primi missionari a raggiungere Pechino furono i gesuiti con Matteo Ricci nel 1601; quattro anni dopo fu eretta la prima chiesa cattolica della capitale, nota con il nome di Nantang. Nel 1609 si contavano già quasi 2.000 battezzati, secondo quanto racconta il Ricci nella sua corrispondenza.
Il 10 aprile 1690 fu eretta la diocesi di Pechino con la bolla Romani Pontificis di papa Alessandro VIII, ricavandone il territorio dalla diocesi di Macao. Era suffraganea dell'arcidiocesi di Goa in India e posta sotto il controllo del patronato regio del Portogallo.
La dipendenza delle diocesi cinesi dal patronato regio, pur non essendo territorio portoghese, era dovuta anche al fatto che due bolle di papa Nicolò V e di papa Callisto III, rispettivamente del 1454 e del 1456, indirizzate a Enrico il Navigatore stabilivano che le terre scoperte e/o evangelizzate dall'Ordine di Cristo (il cui Gran Maestro dal 1516 era il Re di Portogallo) sarebbero state in perpetuo sotto la responsabilità portoghese.
La bolla di erezione della diocesi però non ne specificava i limiti territoriali. Così il 15 ottobre 1696, con il breve E sublimi sedis di papa Innocenzo XII, furono definiti i limiti della diocesi, compresi in tre province cinesi (Pechino, Chantong e Leaotong). Nei territori dismembrati dalla diocesi di Pechino furono successivamente eretti i vicariati apostolici di Shansi (oggi arcidiocesi di Taiyuan) e di Shensi (oggi arcidiocesi di Xi'an).
Nel 1782 la diocesi non aveva un capitolo né alcun monastero né maschile né femminile; i sacerdoti erano poco più di venti, compresi i missionari.
L'ultimo vescovo di nomina regia portoghese, Joaquim da Souza Saraiva, non mise mai piede a Pechino a causa di una persecuzione che imperversava in quel momento nella capitale. Rimase a Macao, mantenendo il titolo di vescovo di Pechino fino alla sua morte nel 1818. In seguito la Santa Sede non approvò più i vescovi proposti dal governo di Lisbona, preferendo la nomina di amministratori apostolici.
Il 9 settembre 1831, il 14 agosto 1838 e il 3 settembre 1839 cedette porzioni di territorio a vantaggio dell'erezione rispettivamente dei vicariati apostolici di Corea (oggi arcidiocesi di Seul), di Leaotong (oggi arcidiocesi di Shenyang) e di Chantong (oggi arcidiocesi di Jinan). Con queste decisioni la Santa Sede limitò il territorio della diocesi di Pechino alla sola regione di Ce-Li.
Il 21 febbraio 1857 Santa Sede e governo portoghese stipularono un concordato, che non prevedeva più l'esistenza delle diocesi di Pechino e di Nanchino; fu il primo passo formale per la soppressione di queste due diocesi.

### L'odierna arcidiocesi
Il 30 maggio 1856 la diocesi fu di fatto soppressa da papa Pio IX e il suo territorio suddiviso in tre nuovi vicariati apostolici in forza del breve Pastorum principis: Pechino settentrionale, Pechino orientale (oggi diocesi di Xianxian) e Pechino occidentale (oggi diocesi di Zhengding). Questa decisione della Santa Sede comportò la fine del patronato portoghese sulla diocesi e conseguentemente la sostituzione dei missionari portoghesi con i lazzaristi francesi.
Lo stesso giorno, con il breve Cum nos, Pio IX affidò il vicariato apostolico di Pechino settentrionale ai missionari lazzaristi, che già amministravano la diocesi durante il precedente lungo periodo di sede vacante, e nominò come primo vicario apostolico Joseph-Martial Mouly, vescovo titolare di Fussala.
Successivamente il vicariato apostolico di Pechino settentrionale assunse il nome di "vicariato apostolico di Ce-Li settentrionale o Pechino".
Il 23 dicembre 1899, il 14 febbraio 1910 e il 27 aprile 1912 cedette porzioni di territorio a vantaggio dell'erezione rispettivamente del vicariato apostolico di Ce-li orientale (oggi diocesi di Yongping), del vicariato apostolico di Ce-li centrale (oggi diocesi di Baoding) e del vicariato apostolico di Ce-li marittimo (oggi diocesi di Tianjin).
Il 3 dicembre 1924 il vicariato apostolico assunse il nome di vicariato apostolico di Pechino in forza del decreto Vicarii et Praefecti della Congregazione di Propaganda Fide.
Il 10 maggio 1926 e il 25 maggio 1929 cedette altre porzioni di territorio a vantaggio dell'erezione rispettivamente del vicariato apostolico di Xuanhuafu (oggi diocesi di Xuanhua) e della missione sui iuris di Yixian (oggi prefettura apostolica).
L'11 aprile 1946 il vicariato apostolico è stato elevato al rango di arcidiocesi metropolitana con la bolla Quotidie Nos di papa Pio XII.
Il primo metropolita fu Thomas Tien Ken-sin, che divenne anche il primo cardinale della Chiesa cattolica in Cina. Con l'avvento del regime comunista, il prelato fuggì a Taiwan, dove visse fino alla morte nel 1967.
Il 25 ottobre 2024 Zhen Xuebin fu consacrato come vescovo coadiutore dell'Arcidiocesi di Pechino. La nomina del Papa era arrivata il 28 agosto “nel quadro dell’Accordo Provvisorio tra la Santa Sede e la Repubblica Popolare Cinese”.

## Cronotassi dei vescovi
Si omettono i periodi di sede vacante non superiori ai 2 anni o non storicamente accertati.

### Arcivescovi di Khanbaliq o Cambalu
- Beato Giovanni da Montecorvino, O.Min. † (23 luglio 1307 - 1328 deceduto)
- Nicolas da Botras, O.Min. † (18 settembre 1333 - 1338 deceduto)
- Cosma, O.Min. † (circa 1369 - 11 marzo 1370 nominato arcivescovo di Saraj)
- Guglielmo da Villanova, O.Min. † (11 marzo 1370 - ?)
- Giacomo Campora, O.P. ? † (2 ottobre 1426 - 23 gennaio 1441 nominato vescovo di Caffa)

### Vescovi di Pechino
- Bernardino Della Chiesa, O.F.M. † (10 aprile 1690 - 21 dicembre 1721 deceduto)[12]
  - Manuel Jesu-Maria-José, O.F.M. † (amministratore apostolico)
  - Carlo Orazi da Castorano, O.F.M. † (1721 - 1725 deceduto) (amministratore apostolico)[12]
- Francisco de la Purificación, O.S.A. † (21 febbraio 1725 - 31 luglio 1731 deceduto)[13]
  - Sede vacante (1731-1740)
- Polycarpo de Sousa, S.I. † (19 dicembre 1740 - 26 maggio 1757 deceduto)
  - Sede vacante (1757-1778)
- Giovanni Damasceno Salustri della Concezione, O.A.D. † (20 luglio 1778 - 24 settembre 1781 deceduto)
- Alexandre de Gouveia, T.O.R. † (16 dicembre 1782 - 6 luglio 1808 deceduto)
- Joaquim da Souza Saraiva, C.M. † (6 luglio 1808 succeduto - 18 febbraio 1818 deceduto)
  - Sede vacante (1818-1856)[14]
  - Sede soppressa

### Vicari apostolici di Ce-li settentrionale
- Joseph-Martial Mouly, C.M. † (30 maggio 1856 - 4 dicembre 1868 deceduto)
- Edmond-François Guierry, C.M. † (4 dicembre 1868 succeduto - 21 gennaio 1870)
- Louis-Gabriel Delaplace, C.M. † (21 gennaio 1870 - 24 maggio 1884 deceduto)
- François-Ferdinand Tagliabue, C.M. † (5 agosto 1884 - 13 marzo 1890 deceduto)
- Jean-Baptiste-Hippolyte Sarthou, C.M. † (6 giugno 1890 - 13 aprile 1899 deceduto)
- Pierre-Marie-Alphonse Favier, C.M. † (13 aprile 1899 succeduto - 4 aprile 1905 deceduto)
- Stanislas Jarlin, C.M. † (5 aprile 1905 succeduto - 3 dicembre 1924 nominato vicario apostolico di Pechino)

### Vicari apostolici di Pechino
- Stanislas Jarlin, C.M. † (3 dicembre 1924 succeduto - 27 gennaio 1933 deceduto)
- Paul Leon Cornelius Montaigne, C.M. † (27 gennaio 1933 succeduto - aprile 1946 dimesso)

### Arcivescovi di Pechino
- Thomas Tien Ken-sin, S.V.D. † (11 aprile 1946 - 24 luglio 1967 deceduto)
  - Sede vacante
  - Joseph Yao Guang-yu, C.M. † (26 luglio 1959 consacrato - 1964 ? deceduto) (vescovo ufficiale)
  - Michel Fu Tieshan † (21 dicembre 1979 consacrato - 20 aprile 2007 deceduto) (vescovo ufficiale)
  - Matthias Pei Shang-de, C.D.D. † (29 giugno 1989 consacrato - 24 dicembre 2001 deceduto) (vescovo clandestino)
  - Joseph Li Shan, dal 21 settembre 2007[15]

## Statistiche
L'arcidiocesi nel 1949 contava 215.915 battezzati.
| anno | popolazione | popolazione | popolazione | presbiteri | presbiteri | presbiteri | presbiteri                | diaconi | religiosi | religiosi | parrocchie |
| anno | battezzati  | totale      | %           | numero     | secolari   | regolari   | battezzati per presbitero | diaconi | uomini    | donne     | parrocchie |
| ---- | ----------- | ----------- | ----------- | ---------- | ---------- | ---------- | ------------------------- | ------- | --------- | --------- | ---------- |
| 1949 | 215.915     | ?           | ?           | 119        | 80         | 39         | 1.814                     |         | 400       | 300       | 75         |